# 589 Batalion Wsparcia Brygady (USA)
589 Batalion Wsparcia Brygady (ang. 589th Brigade Support Battalion) – batalion wsparcia Armii Stanów Zjednoczonych, aktualnie przydzielony do 41 Brygady Artylerii Polowej „Railgunners” 1 Dywizji Kawalerii (41st Field Artillery Brigade, 1st Cavalry Division). Jednostka została reaktywowana 11 stycznia 2019.

## Pododdziały
- dowództwo i kompania dowodzenia (HHC)
- kompania A
- kompania B[2]

## Historia
589 BSB został utworzony 31 lipca 1944 w armii Stanów Zjednoczonych jako dowództwo 589 batalionu kwatermistrzowskiego (mobile). Jednostka została oficjalnie aktywowana 29 lipca 1944 w Anglii.
Na przestrzeni lat batalion był kilkukrotnie aktywowany i dezaktywowany, w zależności od potrzeb US Army.
W styczniu 2006 roku 589th Support Battalion, będąc częścią brygady artylerii 4. Dywizji Piechoty, działał poza Camp Liberty w Iraku, wspierając Operację Iraqi Freedom.
Po powrocie z Iraku, w 2006 jednostka została dezaktywowana i zwolniona z przydziału do 4 Dywizji Piechoty. Następnie zreorganizowana i przeprojektowana jako 589 Batalion Wsparcia Brygady, który został reaktywowany w ramach zreorganizowanej i przeprojektowanej 41 Brygady Artylerii w Fort Hood w Teksasie. 41 Brygada Artylerii została wyznaczona jako brygada artylerii III Korpusu, mająca wspierać 1 Dywizję Kawalerii.
589 batalion rozpoczął swoją drugą misję w Iraku, w czerwcu 2008. Jego zadaniem było zapewnienie wsparcia bojowego 41 Brygady i pozostałych jednostek w bazie Forward Operations Base (FOB) „Delta” w Al-Kut, w celu włączenia sił zbrojnych z 7 krajów koalicyjnych. Batalion zapewniał także wsparcie w ustalonych lokalizacjach w całej prowincji Wasit.
2 czerwca 2015 batalion został dezaktywowany w Fort Hood w Teksasie.
11 stycznia 2019 w Grafenwöhr ponownie reaktywowano 589 batalion w celu wsparcia 41 Brygady Artylerii Polowej, która została aktywowana 30 listopada 2018.

## Kampanie i wyróżnienia
| Medal                                                | Wstęga | Kampania            | Inskrypcja                               |
| ---------------------------------------------------- | ------ | ------------------- | ---------------------------------------- |
| Medal Kampanii Europy-Afryki-Bliskiego Wschodu (USA) |        | II wojna światowa   | RHINELAND ARDENNES-ALSACE CENTRAL EUROPE |
| Medal Kampanii w Iraku                               |        | Wojna z terroryzmem | IRAQ                                     |